# EGS Gafsa
El Gawafel Sportives de Gafsa w skrócie EGS Gafsa (ar. القوافل الرياضية بقفص) – tunezyski klub piłkarski grający w drugiej lidze, mający siedzibę w mieście Kafsa.

## Stadion
Domowe mecze klub rozgrywa na stadionie o nazwie Stade du 7 Novembre de Gafsa w Kafsie, który może pomieścić 7000 widzów.

## Występy w afrykańskich pucharach
| Sezon | Rozgrywki           | Runda           | Kraj              | Klub                 | Dom | Wyjazd | Dwumecz |
| ----- | ------------------- | --------------- | ----------------- | -------------------- | --- | ------ | ------- |
| 2007  | Puchar Konfederacji | wstępna         | Togo              | AS Togo-Port         | 2–0 | 1–1    | 3–1     |
| 2007  | Puchar Konfederacji | 1               | Sierra Leone      | Ports Authority FC   | 4–1 | 2–3    | 6–4     |
| 2007  | Puchar Konfederacji | 2               | Rwanda            | Atraco FC            | 1–1 | 2–2    | 3–3     |
| 2007  | Puchar Konfederacji | runda pośrednia | Południowa Afryka | Mamelodi Sundowns FC | 1–1 | 1–2    | 2–3     |
| 2009  | Puchar Konfederacji | 1               | Maroko            | Maghreb Fez          | 1–0 | 1–1    | 2–1     |
| 2009  | Puchar Konfederacji | 2               | Egipt             | Haras El-Hodood SC   | 1–3 | 0–3    | 1–6     |

## Reprezentanci kraju grający w klubie
Stan na lipiec 2016.
| - Radhouane Ben Ouanes - Skander Cheikh - Sirajeddine Chihi - Haykel Guemamdia - Taoufik Hammami - Ahmed Harrane - Ahmed Jaouachi - Rami Jridi - Chakib Lachkham - Amine Ltaïef - Mehdi Marzouki - Mehdi Meriah - Nabil Missaoui - Iheb Msakni - Wassim Naouara - Amir Omrani - Jamel Rhouma - Tarek Salem | - Mohamed Ali Slama - Khaled Souissi - Walid Tayeb - Issam Trabelsi - Chokri Zaâlani - Tarek Ziadi - Mohamed Zouabi - Laïd Belhamel - Jacques Bessan - Hugues-Wilfried Dah - Thierry Issiémou - Morlaye Cissé - Kanfory Sylla - Baba Ousmaïla - Mohamed Jabrane - Jerry Adriano - Emmanuel Mathias |